# Haus-Rucker-Co

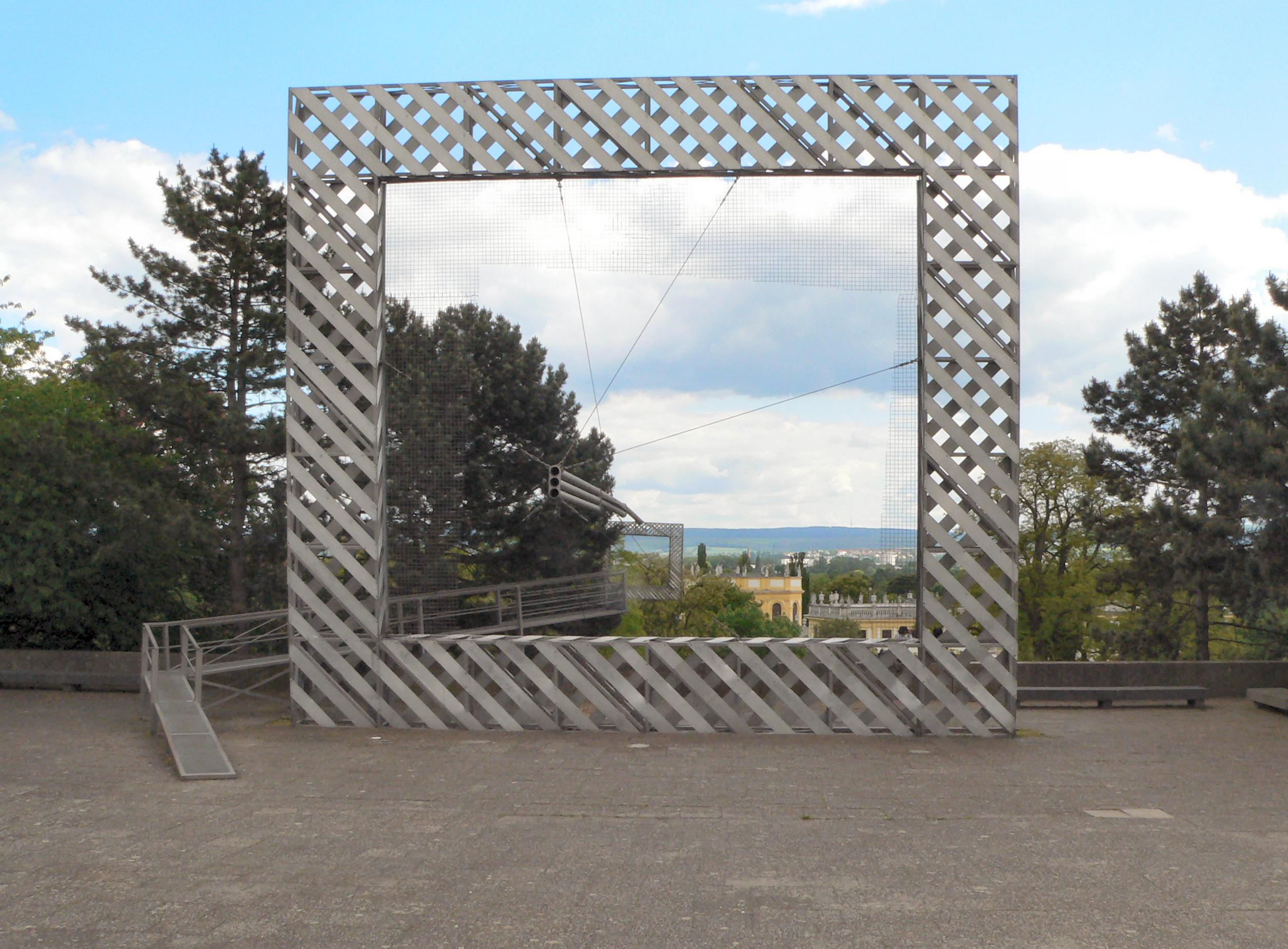
„Rahmenbau“ von Haus-Rucker-Co am Friedrichsplatz in Kassel

Haus-Rucker-Co war eine österreichische Architekten- und Künstlergruppe, die vor allem in den 1970er und 1980er Jahren im Grenzbereich zwischen Kunst und Architektur Plastiken, Installationen im öffentlichen Raum und Beiträge für eine besondere Wahrnehmung von Architektur und Stadtgestaltung mit dem Anspruch der „Bewusstseinserweiterung“ geschaffen hat.

## Geschichte
Die Bezeichnung der – nach eigener Definition: „Architekten-Künstlergemeinschaft“ – deutet auf den Hausruck, einen österreichischen Bergzug hin, gleichzeitig ist im Namen das „Wegrücken“ von alten Häusern, um Platz für Neues zu schaffen, angedeutet.
Die Aktivitäten von Haus-Rucker-Co in den späten sechziger und frühen siebziger Jahren, vornehmlich utopische Architekturkonzeptionen, waren, von Pop-art und Fluxus inspiriert, unter dem Titel: „Mind-Expanding-Program“ ganz der Bewusstseinserweiterung gewidmet. Mit Aktionen und Installationen im öffentlichen Raum sollte die sinnliche Wahrnehmungs- und Erlebnisfähigkeit der Menschen aktiviert werden. Die Gruppe beschäftigte sich auch mit Dekonstruktivismus und der „Zweiten Natur“ – als Verschmelzung von Natürlichem und Künstlichem.
Die späteren Schwerpunkte der Gruppe lagen eher in der Richtung der Sozialen Plastik, mit dem Ziel, auf Umweltzerstörung und Entfremdung von der Natur (Mit Plastikhäuten wurde die Trennung des Menschen von seiner Umwelt symbolisch dargestellt) hinzuweisen.
1967 wurde Haus-Rucker-Co von den Architekten Laurids Ortner, Günter Zamp Kelp und dem Maler Klaus Pinter in Wien gegründet.
Im Jahr 1970 eröffnete die Gruppe Studios in Düsseldorf und New York. 1971 trat Manfred Ortner der Gruppe bei.
Im Jahr 1972 wurden aus Haus-Rucker-Co zwei eigenständige Studios:
- Haus-Rucker-Co in Düsseldorf, mit den Gruppenmitgliedern Laurids Ortner, Günther Zamp Kelp und Manfred Ortner.
- Haus-Rucker-Inc. in New York mit Klaus Pinter, Caroll Michels und anderen Künstlern.

Im Jahr 1977 erfolgte die Auflösung des New Yorker Büros Haus-Rucker-Inc. Klaus Pinter und Caroll Michels begannen mit einer selbständigen künstlerischen Tätigkeit.
1987 eröffnete Laurids Ortner mit Manfred Ortner („Ortner & Ortner Baukunst“) und Günter Zamp Kelp eigenständige Architekturbüros, um sich konkreten Bauaufgaben zu widmen.
Im Jahr 1992 erfolgte die endgültige Auflösung von Haus-Rucker-Co.

## Werk
Angaben zum Werk entstammen großenteils aus dem Buch von Dieter Bogner: Haus-Rucker-Co, Denkräume, Stadträume 1967–1992.

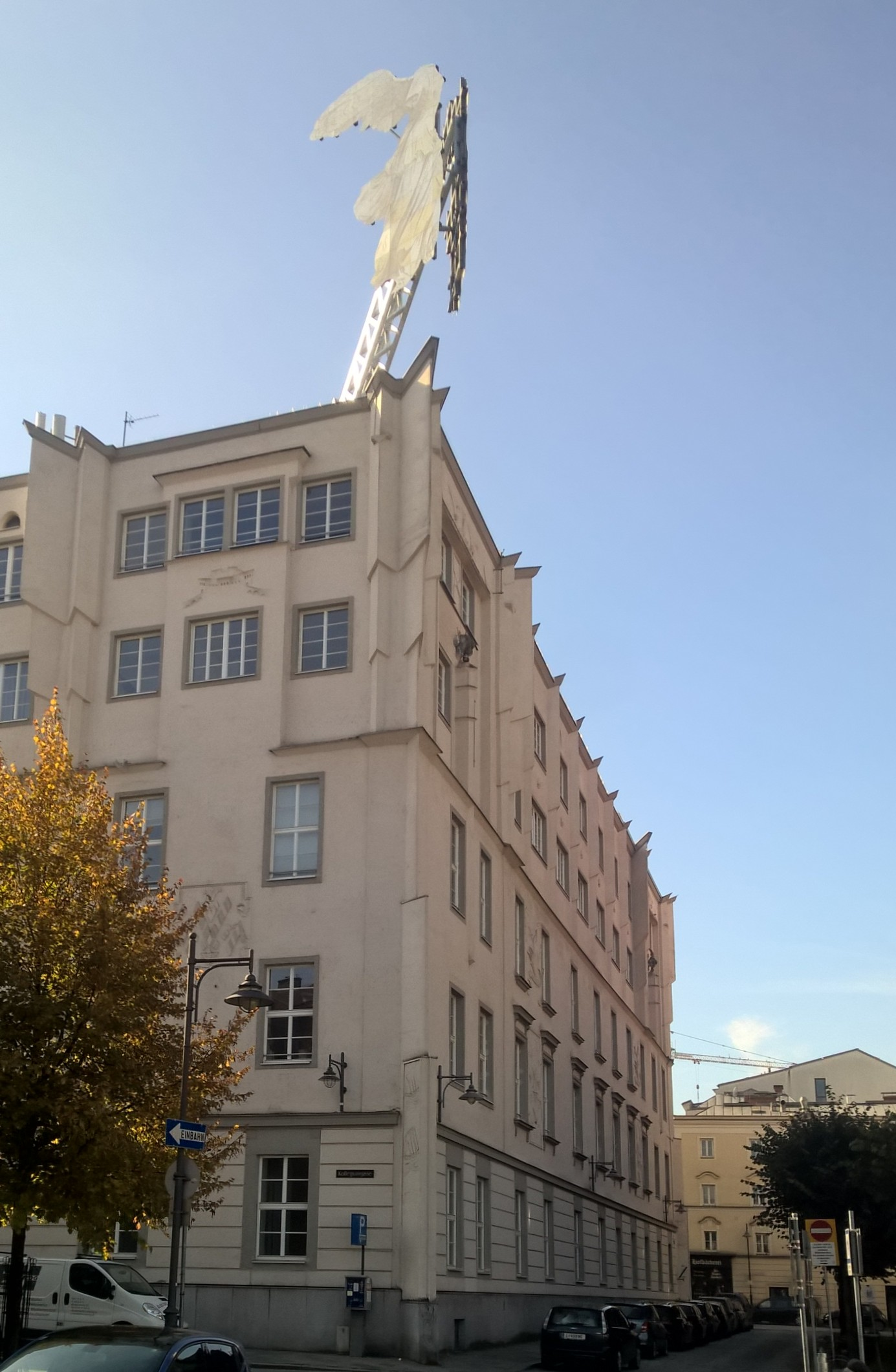
„Nike“ am Postgebäude der Kunstuniversität Linz (2016)

### Künstlerische Projekte und experimentelle Architekturen

#### Ausgeführte Entwürfe
- 1967: Mind Expander I, Wien. Installation einer ”Kommunikations-Plastik” aus einer Sitzschale, die zwei Personen in einer bestimmten Position fixiert und einem helmartigen Ballon, der über die Köpfe der beiden Sitzenden gekippt wird.
- 1967: Ballon für Zwei. Aufblasbare Ballon-Installation an der Fassade eines Gebäudes in der Apollogasse in Wien.
- 1967/1968: Connexion Skin. Aufblasbares Haus aus transparenter PVC-Folie.
- 1967/1968: Gelbes Herz, Wien. Installation einer pneumatischen, pulsierenden Kommunikations-Raumkapsel für zwei Personen.
- 1968/1969: Mind Expander II
- 1971 Ausstellung Cover, Museum Haus Lange, Krefeld. Das Haus Lange, (1921 von Mies van der Rohe erbaut) wurde mit einer Traglufthalle aus weißem, beschichtetem Gewebe überdacht.
- 1971: Wegweiser (ugs. „Nürnberger Finger“) im Rahmen des Symposion Urbanum[2] Nürnberg. Installation einer 14 Meter langen, mit Gewebe bespannten Tragluftkonstruktion in Form eines Zeigefingers, südlich der Flughafenstraße / Marienbergstraße zur Innenstadt weisend.[3][4]
- 1972: OASE Nr. 7 anlässlich der documenta 5 in Kassel. Installation einer transparenten Kugel mit einem Durchmesser von acht Metern an der Hauptfassade des Museum Fridericianums.
- 1976: Schiefe Ebene, Wien. Installation einer Schrägen Ebene auf dem Wiener Naschmarkt
- 1977: Nike, Figur der griechischen Mythologie, ursprünglich temporär am Walmdach des Brückenkopfgebäudes Südwest (= Finanz(amts)gebäude West) am Hauptplatz, damals Hauptgebäude der „Hochschule für Gestaltung“. Nunmehr Kunstuniversität Linz, spätestens 2016 mit der Nike am neuen Hauptgebäude, der ehemaligen Hauptpost nahe dem Hauptplatz.
- 1977: Rahmenbau anlässlich der documenta 6 in Kassel. Errichtung eines Gitterrahmens mit einem Steg aus Stahl am Rande des Friedrichsplatzes in Kassel zur Karlsaue, der einen ausschnittartigen, bildähnlichen Blick in die dahinterliegender Landschaft und das Orangerie-Gebäude ermöglicht.
- 1977: Kommunikationsachse. Begrünte Drahtgitter-Pyramide auf dem Campus der Technischen Universität Berlin.
- 1978–1981: Pavillon der Elemente. Cortenstahl-Plastik in Bonn-Bad Godesberg.
- 1979–1981: Laubentore. Begehbare Plastiken in den Höfen der Autobahnüberbauung Schlangenbader Straße in Berlin-Wilmersdorf.
- 1980: Forum Design. Errichtung eines Temporären Ausstellungsgebäudes aus waggonartigen Einzelhallen in Linz.
- 1982: Fensterzimmer. Installation in der Ausstellung Stadt und Utopie in der Kunsthalle Bern.
- 1985: Turm Neuss, Theodor-Heuss-Platz, Neuss. Eine begehbare Stahl-Installation im öffentlichen Raum.
- 1986: Eröffnung Lineares Haus am Campus Lichtwiese der TU Darmstadt.
- 1987: Das Ideale Museum anlässlich der documenta 8 in Kassel. Ein Beitrag von Haus-Rucker-Co zu dem Sonderthema „Das Ideale Museum“, zu dem einige Architekten eingeladen waren.
- 1988: Wendekreis. Lichtinstallation im Kunsthaus Inkt in Den Haag.

#### Nicht ausgeführte und nicht ausführbare Entwürfe
- 1970: Big Piano. Begehbare Plastik, Entwurf für die documenta 5 in Kassel.
- 1972: Naturdenkmal. Hochbeetartiges, mehrgeschossiges Objekt mit Bäumen auf der obersten Etage.
- 1974: Berge in der Stadt. Kulissenartige Darstellungen von Bergen auf Straße und vor Gebäuden.
- 1974: Wellenwiese. Freiraumentwurf für eine Hofgestaltung.
- 1975: Rooftop-Project. Entwürfe für Dachbegrünungen und Aufstockungen von Altbauten in New York City.
- 1976: Wassereck: Plastik im öffentlichen Raum als künstlicher Wasserfall.
- 1977: Provisorische Verwechslung. Ein Entwurf, den Baseler BIZ-Turm mit der Spitze des Chrysler-Buildings aufzustocken.
- 1977: Halbes Haus. Begehbare Plastik in Düsseldorf-Garath.
- 1980: Campanile. Kulissenartige Reproduktion zweier Seiten des Markusturm (Venedig) in direkter Nähe des Originals.
- 1982: Observatorium für gutes und schlechtes Design. Umgestaltung von Bestandsbauten.
- 1986: Treppenhaus. Begehbare Plastik in Berlin.
- 1986: Insel. Begehbare Plastik auf einer Verkehrsinsel am Glockengießerwall in Hamburg.
- 1986: Warte Oldenburg. Begehbare Plastik.

### Konventionelle Architektur

#### Ausgeführte Entwürfe
- 1973/1974: Schubladenhaus. Wohnhaus Inselstraße 32 in Düsseldorf.
- 1975–1981: Offenes Haus. Platzgestaltung in Bremen-Vegesack.
- 1978–1980: Geschäftshaus der Oberbank in Wels.
- 1982–1984: Fassadengalerie Wertheim. Umgestaltung der Fassade eines Kaufhauses auf dem Kurfürstendamm in Berlin-Charlottenburg.
- 1983–1989: Wohnhaus Schöneberger Straße 9–12, Wohnanlage Block 7 in Berlin-Kreuzberg, Internationale Bauausstellung 1987.
- 1983–1989: Wohnhaus Dessauer Straße 23A, Wohnanlage Block 7 in Berlin-Kreuzberg, Internationale Bauausstellung 1987
- 1985–1986: Umbau einer ehemaligen Blumenhalle zur temporären der Kunsthalle Bonn.
- 1985–1989: Wohn- und Geschäftshaus Uhlandstraße 19, Jeanne-Mammen-Bogen 575, Berlin-Charlottenburg.

#### Nicht ausgeführte Entwürfe
- 1977: Entwurf Verwaltungsgebäude des DuMont Buchverlag in Köln.
- 1977: Alleetor. Aussichtspavillon für die Königsallee in Düsseldorf.
- 1977: Städtebaulicher Entwurf für City Nord in Mülheim an der Ruhr.
- 1977: UNIDO-Pavillon. Projekt für die UNO-City in Wien.
- 1979: Eingangsbauten für den U-Bahnhof Konstabler Wache in Frankfurt am Main.
- 1979/1980: ZDF-Pavillon für den Garten des ZDF-Sendezentrums in Mainz.
- 1980: Städtebaulicher Entwurf für das Stadtvillenquartier Rauchstraße, IBA Berlin 1987.
- 1980: Freiraumplanung Entwurf für den Gustaf-Gründgens-Platz in Düsseldorf.
- 1983/1984: Wettbewerb Filmakademie, Fasanenstraße in Berlin-Charlottenburg.
- 1983/1984: Passage. Pavillon und Platzgestaltung für das Bundesministerium für Wirtschaft in Bonn.
- 1985: Marienhof. Freilichttheater in München.
- 1985: Hochhaus am Kant-Dreieck in Berlin-Charlottenburg.
- 1986: Umgestaltung der Fassaden von Karstadt am Hermannplatz in Berlin-Kreuzberg.
- 1986: Entwurf für das Pfalztheater in Kaiserslautern.
- 1987: Hotel im Victoria-Areal in Berlin-Charlottenburg.
- 1987: Kleine Welt. Aussichtspavillon in München-Gasteig.
- 1987: Wettbewerbsentwurf Stadtteilzentrum Brüser Berg in Bonn
- 1988: Torhäuser für das Bundesministerium der Verteidigung in Bonn.
- 1989: Entwurf für das Zentrum für Kunst und Medien in Karlsruhe.

### Ausstellungen

#### (Auswahl)
- 1967 Apollogasse Wien, Ballon für Zwei / Baugrube Schottenring, Wien: Gelbes Herz
- 1969 Kraftsporthalle Schleifmühlgasse, Wien: Vanille Zukunft / Museum des 20. Jahrhunderts, Wien: Neue Objekte / Museum of contemporary Crafts, New York: Plastic as Plastic / Galerie Zwirner, Köln / Galerie Maerz, Linz
- 1970 Museum des 20. Jahrhunderts, Wien: Live I / Museum of Contemporary Crafts, New York: Live II / Kunsthalle Düsseldorf / State University of New York, Buffalo: Live / Kunsthalle Düsseldorf: Between
- 1971 Museum Haus Lange, Krefeld: Ausstellung Cover / Walker Art Center Minneapolis: Food City l / Houston, Texas, Food City ll
- 1972 documenta 5, Kassel: Oase Nr. 7 / Kunsthalle Nürnberg: Go
- 1973 Kunsthalle Hamburg: Grüne Lunge
- 1974 Kunstverein Braunschweig: Sonnenuntergang / Bonner Kunstverein: Zeichnungen 1967—74 / Österreichische Avantgarde, Innsbruck, Basel / Städtisches Museum, Trier: Umweltbilder / Kunsthalle Köln: Sehen und Hören
- 1976 Internationales Designzentrum, Berlin / Von der Heydt-Museum, Wuppertal
- 1977 documenta 6, Kassel: Rahmenbau / Linz, Forum Metall / Hochschule für Gestaltung, Linz: Stadtgestaltung
- 1978 Kunsthalle Düsseldorf: Straßen und Plätze / Galerie Schmela, Düsseldorf: Zeichnungen, Projekte / Studiogalerie Ungers, Köln: Zeichnungen und Modelle
- 1979 Studio F., Ulm: Pavillon der Elemente
- 1980 Palazzo Montauto-Niccolini, Florenz:Umanesimo Disumanesimo / Linz: Forum Metall / Biennale von Venedig: ll tempo di Museo di Venezia
- 1981 Galerie Schmela, Düsseldorf
- 1984 Nationalgalerie Berlin: 3 Großstadtbauten / Deutsches Architekturmuseum, Frankfurt am Main: Revision der Moderne / Kunsthalle Hamburg und Kunstakademie München: Architektur-Visionen, Konzepte der 80er Jahre / Kunsthaus Bonn: Architektur Mutter der Künste?
- 1985 Triennale Mailand: Ricostruzione della Città / Centre Georges Pompidou CCI, Paris: Nouveaux Plaisirs d’Architecture / Badischer Kunstverein, Karlsruhe: Klassizismus und Klassiker – Tendenzen Europäischer Gegenwartsarchitektur / Technische Universität Eindhoven: Haus-Rucker-Co Projekte 1977–85
- 1986 Pratolino, Firenze Florenz: Garden of Europe / Deutsches Architekturmuseum, Frankfurt am Main: Beispiele einer neuen Architektur IBA, Berlin, 1987 / The National Museum of Modern Art, Tokio: Revision of Modernism – Postmodern Architecture 1960—86
- 1987 documenta 8, Kassel: Das ideale Museum / Rat für Formgebung, Frankfurt am Main: Gegenstand und Ritual / Secession Wien: Maerz in der Secession
- 1988 Galerie Maerz, Linz: Ecken / Galerie lnkt, Den Haag: Lictring
- 1989 Galerie Kubus Hannover: Kultursprung
- 1990 Triest: Neoclassico.
- 1992 Kunsthalle Wien, Haus-Rucker-Co, Objekte, Konzepte, Bauten 1967—92 / Kunstforum der Bank Austria, Wien: Kunsthäuser im Plan / Wien, London, Paris: Museumspositionen.
- 1993 Architekturmuseum Basel: Haus-Rucker-Co.
- 6. Januar bis 18. April 2005 (Beteiligung): Archilab: New Experiments in Architecture, Art and the City, 1950–2005. Mori-Kunstmuseum, Tokio 2005. (Katalog)
- 2014/2015: Haus-Rucker-Co. Architekturutopie Reloaded, Haus am Waldsee, Berlin. Katalog.[5]

## Auszeichnungen
- 1988 mit Bene Büromöbel KG: Staatspreis Design für Büroeinrichtungsprogramm C5